# Jimmy Chérizier

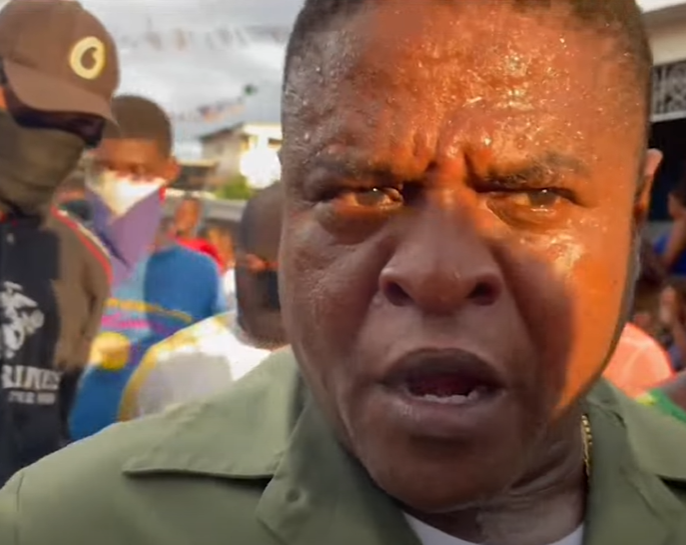
Jimmy Chérizier, 2023

Jimmy Chérizier (* 1976 oder 1977 in La Saline, Port-au-Prince, Haiti), auch bekannt unter dem Namen Barbecue, ist ein haitianischer Bandenführer. Er gilt derzeit als einer der mächtigsten Bandenführer in Haiti und wird für zahlreiche groß angelegte Massaker im Raum Port-au-Prince verantwortlich gemacht.

## Herkunft
Chérizier hatte sieben Geschwister. Der Vater der Familie starb, als er fünf Jahre alt war. Er wuchs in Delmas auf, einem Quartier von Port-au-Prince.
Seinen Beinamen Barbecue oder Babekyou soll Cherizier der Vorliebe für Grillhähnchen am Verkaufsstand seiner Mutter verdanken. Behauptungen, der Spitzname komme von Anschuldigungen, seine Gegner in Brand zu setzen, widerspricht er.

## Werdegang

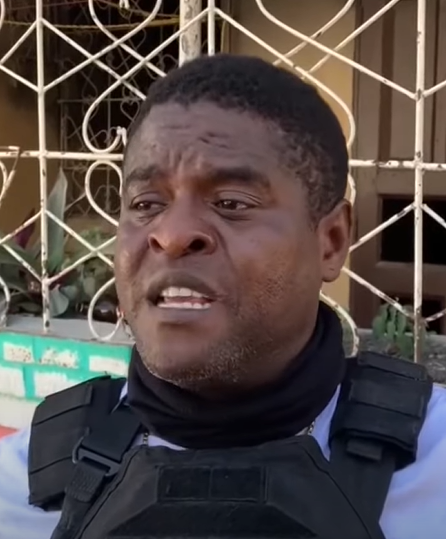
Chérizier 2024

### Polizist
Cherizier wurde zunächst Polizist und trat der Unité Départementale pour le Maintien de l’Ordre (Einheit zur Aufrechterhaltung der Ordnung) bei. Diese wurde vor allem für Razzien eingesetzt, die in Vierteln stattfanden, in denen die Bevölkerung der aktuellen Regierung kritisch gegenüberstand. In dieser Zeit bekam Cherizier Kontakte zu kriminellen Clans.
Im Dezember 2018 wurde er nach einem Massaker in La Saline, Port-au-Prince, von der Polizei entlassen.

### Rollenwechsel zum Bandenkriminellen
Chérizier wurde Anführer der Fòs Revolisyonè G9 an fanmi e alye (Revolutionskräfte G9-Familie und Verbündete), einer Vereinigung krimineller Banden, die sich selbst als Anführer einer Revolution sehen. Die Gruppe bestand ursprünglich aus neun Banden, ist aber inzwischen auf mehr als ein Dutzend Gruppierungen angewachsen. Die G9 wird als eine von etwa 95 Gangs beschrieben, die um die Vorherrschaft in Port-au-Prince kämpfen.
Am 12. Mai 2021 wurde Chérizier Berichten zufolge bei einem Schusswechsel mit einer rivalisierenden Bande verwundet. Eine Klinik von Ärzte ohne Grenzen in Martissant, Port-au-Prince, dementierte Gerüchte, wonach er dort medizinisch behandelt worden sei.
Die G9 soll für zahlreiche Massaker an der Zivilbevölkerung in Haiti verantwortlich sein, darunter das Massaker vom 24. bis 27. Mai 2020 in verschiedenen Stadtvierteln von Port-au-Prince, bei dem 6 bis 34 Menschen getötet wurden, das Massaker vom August und September 2020, bei dem 22 Menschen starben, und das Massaker vom April 2021, das bei einem Versuch der Übernahme des Stadtteils Bel Air in Port-au-Prince verübt wurde.

### Rolle von Präsident Moïse
Cherizier wurde eine Verbindung zu Präsident Jovenel Moïse nachgesagt. Dieser soll ihm Straffreiheit zugesichert haben, wenn er im Gegenzug die Alltagskriminalität in den Straßen unter Kontrolle hält. Bereits vor der Ermordung Moïses soll sich das Verhältnis jedoch abgekühlt haben. Statt eines Rückgangs kam es zu einem massiven Anstieg der Bandenkriminalität. Cherizier schwang sich im Internet zum Anführer einer bewaffneten Revolution gegen die Regierung, die Opposition und die Bourgeoisie des Landes auf und forderte einen „Nationalen Dialog“ zur Neugestaltung des Landes.

### Intensivierung der Destabilisierung der öffentlichen Ordnung
Am 12. September 2022, während es im Rahmen einer allgemeinen politischen und wirtschaftlichen Krise zu einer bedenklichen Treibstoffknappheit in Haiti gekommen war, übernahm die G9 die Kontrolle über das Tanklager von Varreux, bei dem es sich um das wichtigste Tanklager von Port-au-Prince und eines der wichtigsten Tanklager Haitis handelt. Die G9 blockierte den Zugang zum Terminal und unterbrach damit die Treibstofflieferungen von etwa 10 Millionen Gallonen Diesel und Benzin und mehr als 800.000 Gallonen Kerosin an den Rest des Landes. Die Blockade führte dazu, dass Tankstellen und Schulen geschlossen wurden, Krankenhäuser ihre Dienste einschränkten, weil sie nur mit begrenztem Strom betrieben werden konnten, und Banken und Lebensmittelgeschäfte nur nach einem eingeschränkten Zeitplan arbeiteten.
Chérizier forderte zunächst den Rücktritt von Präsident und Premierminister Ariel Henry als Bedingung für die Beendigung der Blockade. Nachdem Ariel Henry jedoch ausländische Militärhilfe zur Beendigung der Blockade angefordert hatte, änderte Chérizier seine Bedingungen in eine Amnestie für Haftbefehle, die für Verbrechen ausgestellt worden waren, die angeblich von ihm und anderen G9-Mitgliedern begangen worden waren. Nach Verhandlungen mit Henry beendete die G9 die Blockade im November 2022.
Im März 2024 schlossen führende Banden einen Nichtangriffspakt, um gemeinsam, unter der Führung Chériziers, die haitianische Regierung zu stürzen und eine eigene einzusetzen. Er drohte mit einem Bürgerkrieg („guerre civile“), sollte der amtierende Premierminister Henry nicht zurücktreten.

### Sanktionen
Seit 2021 unterliegt Chérizier Sanktionen des UN-Sicherheitsrats. Die Europäische Union verhängte am 25. November 2022 umfangreiche Sanktionen gegen Chérizier.
Am 12. August 2025 wurde Chérizier vor einem Bundesgericht in Washington D.C. angeklagt. Die Anklage der Staatsanwältin Jeanine Pirro hatte zur Folge, dass das FBI eine Belohnung von 5 Mio. US-Dollar für Hinweise aussetzte, die zu seiner Festnahme führen.